# Pjål, Gnäll och Ämmel
Pjål, Gnäll och Ämmel  är ett album av Skäggmanslaget (Thore Härdelin (d.y.), Wilhelm Grindsäter och Petter Logård) som släpptes 1970. Innehåller traditionsspel av låtar efter Hälsingespelmännen Erik Ljung "Kusen", Thore Härdelin (d.ä.), Carl Sved, From-Olle, Hultkläppen och Stig Bergkvist samt dalalåtar efter Präst Olof Eliasson, Jonas Röjås, Pekkos Per, Dansar Edvard och Hjort Anders Olsson. Den sista låten bryter dock av rejält då den fått ett rockackompanjemang av progg-gruppen Contact. Andra gästmusiker är Marie Selander och Kjell Westling.
Ingår i Sonets folkmusiksatsning under 1960- och 1970-talet. Katalognr. SLP 2522. Finns även på CD.

## Låtlista
1. "Ryttarpolskan efter Erik Ljung "Kusen""
2. "Persapojkarnas polska efter Erik Ljung "Kusen""
3. "Kringpolska efter Carl Sved"
4. "Siljasången efter Präst Olof Eliasson"
5. "Polska från Enviken efter Jonas Röjås"
6. "From-Olles polska efter Thore Härdelin (d.ä.)"
7. "Pekkos Pers storpolska"
8. "Loka-Britas polska efter Erik Ljung "Kusen""
9. "Hins polska efter Stig Bergkvist"
10. "Visa från Malung efter Dansar Edvard"
11. "Bytt-Lasses brudmarsch efter Hultkläppen"
12. "Polska efter Erik Ljung "Kusen""
13. "Järvsöpolska efter Hjort Anders Olsson"
14. "Gråtlåten, polska efter Hjort Anders Olsson"